# Midjourney
Midjourney és un programari privat d'intel·ligència artificial generativa d’imatges a partir de text, creat per un laboratori independent de San Francisco anomenat Midjourney, Inc. Midjourney és accessible des del seu canal oficial en l’aplicació Discord. El bot del canal de Midjourney, crea imatges a partir de petits textos descriptius anomenats prompts, com també des d’URL d’imatges i paràmetres. Té l'objectiu d'explorar nous mitjans de pensament i expandir els poders imaginatius de l'espècie humana.
El programa empra un model de negoci freemium, amb un nivell gratuït limitat i nivells de pagament que ofereixen una generació d’imatges més ràpida, més capacitada i amb funcions addicionals.

## Equip
El director executiu de Midjourney és David Holz, cofundador de Leap Motion, una reconeguda empresa emergent en l’àmbit de la realitat virtual augmentada adquirida per UltraHaptics en 2019 i anomenada Ultraleap.  
L’equip de Midjourney també el conformen un personal a temps complet de dotze persones, que inclou vuit desenvolupadors, un personal legal, un personal financer i dos communitty managers. A més, compta amb Jim Keller (enginyer de processadors per a Apple, AMD, Tesla, Intel i coautor de x86-64), Nat Friedman (CEO de GitHub i president de la Fundació GNOME), Philip Rosedale (fundador de Second Life i C) i Bill Warner (fundador de Avid Technology i CTO RealNetworks), com assessors.

## Història
A mitjans de 2020, David Holz i el seu petit equip van començar a treballar en el projecte. En particular, van fer avenços en models de difusió i l’enteniment de la tecnologia CLIP (Contrastive Language-Image Pre-training) d’Open AI. En veure el massiu interès i col·laboració a San Francisco, es van adonar del potencial de Midjourney. Així doncs, Midjourney fou llançat per primera vegada amb com una beta tester el febrer de 2022. Després, el seu accés es va ampliar a una beta oberta o codi obert el juliol de 2022.
Des de llavors, l'empresa ha estat treballant en la millora dels seus algoritmes, alliberant noves versions de models cada pocs mesos. La versió 2 del seu algoritme es va llançar l'abril de 2022 i la versió 3 el 25 de juliol. El 5 de novembre de 2022, es va llançar la iteració alfa de la versió 4 als usuaris. El 15 de març de 2023, es va llançar la iteració alfa de la versió 5. El model 5.1 aplica la seva pròpia estilització a les imatges, mentre que el model RAW 5.1 afegeix millores i treballa millor amb estímuls més literals.
Més tard, la Midjourney Model Version 6 va ser llançat el 20 de desembre de 2023, i va ser el model per defecte del 14 de febrer al 30 de juliol de 2024. La versió va millorar la precisió ràpida per a entrades més llargues, la millora de la coherència i el coneixement, i les capacitats avançades d'incitació i remescla d'imatges.
Actualment (27 novembre 2024), la versió 6.1, llançada el 30 de juliol de 2024, és el nou model per defecte. Produeix imatges més coherents amb detalls i textures més precises, i genera imatges aproximadament un 25% més ràpid que la versió 6.
| Versió      | Data de publicació       |
| ----------- | ------------------------ |
| Beta tester | Febrer 2022              |
| V1          | July 2022                |
| V2          | Abril 12, 2022           |
| V3          | Juliol 25, 2022          |
| V4          | Novembre 5, 2022 (alpha) |
| V5          | Març 15, 2023 (alpha)    |
| V5.1        | Maig 3, 2023             |
| V5.2        | Juny 22, 2023            |
| V6          | December 20, 2023        |
| V6.1        | July 30, 2024            |

## Funcionalitats
Midjourney és accesible des del seu canal oficial en l’aplicació Discord on hi ha un nivell gratuït limitat i nivells de pagament que ofereixen una generació d’imatges més ràpida, més capacitada i amb funcions addicionals.
Així doncs, després d’escollir un pla de subscripció, ens hem de registrar a l’aplicació Discord. A continuació, s’ha de visitar la pàgina de Midjourney per unir-se a la beta i acceptar la invitació de Discord al canal de Midjourney. Després, buscar els canals anomenats “newbies”, que són els canals on els usuaris nous poden crear les seves imatges.
Per a generar una imatge, s’ha d'escriure al bot de Midjourney un missatge. El missatge s’ha d'iniciar amb el paràmetre /imagine seguit d’una paraula o text descriptiu anomenat prompt. El bot redueix les paraules i frases del text en trossos més petits anomenats tokens, que es comparen amb les seves dades d'entrenament i després s'utilitzen per generar una imatge. A més, el prompt es pot combinar amb altres paràmetres per canviar l’aspecte (--aspect), qualitat (--quality <.25, .5, 1>),  pes (--iw <0–3>) o estil (--style <random>, <cute>, <expressive>, <scenic>,…) de la imatge, com també repetir-la (--repeat <1–40>) o restar-li conceptes (--no), entre d'altres.
També, es pot combinar el prompt amb URL d’imatges (acabats en .png, .gif, .webp, .jpg, o .jpeg) per aplicar les seves influències d’estil, color, composició i llum.

## Usos
Segons la visió del seu fundador, David Holz, en declaracions a The Register, els artistes fan servir Midjourney per crear prototips ràpids de conceptes artístics que puguin mostrar als clients abans de començar a treballar ells mateixos. Com que el conjunt d'entrenament de Midjourney inclou obres d'artistes amb drets d'autor, alguns artistes han acusat Midjourney de devaluar el treball creatiu original.
Les potencialitats de programari basat en intel·ligència artificial com Midjourney, DALL-E i Stable Diffusion, entre d'altres, poden tenir grans aplicacions en la indústria publicitària.

### Usos destacats
El programa va ser utilitzat per la revista britànica The Economist per crear la portada d'un número el juny de 2022. A Itàlia, el Corriere della Sera, un dels principals diaris del país va publicar un còmic creat amb Midjourney, sigant per l'escriptor Vanni Santoni l'agost de 2022. Charlie Warzel va fer servir Midjourney per generar dues imatges d'Alex Jones per a un butlletí de la revista estatunidenca The Atlantic. El fet de publicar una coberta generada per Intel·ligència Artificial va ser criticat per persones que consideraven que s'estava fent perdre valor a la tasca dels artistes il·lustradors. Aquesta polèmica va provocar que Warzel considerés que havia comès "error" fent servir intel·ligència artificial. El talk show Last Week Tonight, de John Oliver, disponible a HBO, va incloure en un segment de 10 minuts dedicat a la intel·ligència artificial diverses iamtges creades amb Midjourney en un episodi emès l'agost de 2022.
Una imatge de Midjourney anomenada "Théâtre d'Opéra Spatial" va guanyar el primer lloc en un concurs d'art digital de l'Estat de Colorado, als EUA, en la seva edició de 2022. Jason Allen, que va escriure el missatge que va portar a Midjourney a generar la imatge, va imprimir la imatge en un llenç i la va presentar al concurs amb el nom "Jason M. Allen via Midjourney". Alguns artistes digitals es van mostrar molestos per la notícia. Allen no es va disculpar i va insistir que seguia les regles de la competició. Els dos jutges de la categoria desconeixien que Midjourney utilitzava la intel·ligència artificial per generar imatges, encara que després van dir que si ho haguessin sabut, haurien atorgat a Allen el primer premi de totes maneres.